# Rema Pikrodafnis
Der Rema Pikrodafnis (griechisch Ρέμα Πικροδάφνης ‚Oleander-Bach‘, auch Pikrodafni)  ist ein die Ebene von Athen durchfließender Bach in Griechenland, der gewöhnlich das ganze Jahr Wasser führt. Er entspringt an der westlichen Flanke des Ymittos, fließt nach Südwesten und mündet zwischen Paleo Faliro und Alimos in den Saronischen Golf. Sein Einzugsgebiet umfasst 20,93 km², sein Gefälle beträgt bis zu 53 %, im Durchschnitt 8,1 %. Der Pikrodafni-Bach gehört zu den wenigen Wasserläufen im Großraum Athen, die über einen größeren Teil ihrer Länge den natürlichen Flusslauf bewahrt haben (auf rund sechs Kilometern). Laut Gesetz ist er von „besonderer ökologischer Bedeutung“.

## Verlauf
Der Pikrodafni-Bach ist mit einer Länge von rund neun Kilometern nach dem Kifisos und dem Ilisos der drittgrößte Fluss des Athener Beckens. Er entspringt an der Westflanke des Ymittos oberhalb von Kareas auf dem Gebiet der Gemeinde Vyronas und fließt zunächst nach Westen, wobei er das Kloster des Heiligen Johannes des Täufers passiert. Ab Kareas ist der Bach überbaut, er wendet sich hier nach Südwesten und tritt bei der Platia Paleon Patron Germanou in Ilioupoli wieder an die Oberfläche. Hier ist sein Bett in Stein gefasst und durchfließt einen kleinen Park. Dann erreicht er Agios Dimitrios, wo er seinem natürlichen Lauf folgt und direkt von den Grundstücken der Wohnhäuser gesäumt wird. Weiter südwestlich erreicht er die Grenze zur Gemeinde Paleo Faliro, der er einige hundert Meter lang folgt, durchfließt dann ein kleines Gebiet der Gemeinde und erreicht kurz vor der Mündung die Grenze zu Alimos, bevor er an dessen Yachthafen in den Saronischen Golf mündet.

## Nebenflüsse
Vier größere Gewässer münden – alle rechtsseitig – in den Pikrodafni-Bach. Alle treten erst kurz vor der Mündung ans Tageslicht.
- Rema Zoodochou Pigis (Ρέμα Ζωοδόχου Πηγής, )
- Rema Agiou Dimitriou oder Amalias (Ρέμα Αγ. Δημητρίου ή Αμαλίας, )
- Rema Kopsachila oder  Kalogreon oder Kalamon (Ρέμα Κοψαχείλα ή Καλογραιών ή Καλαμών, )
- Rema Kalogiron (Ρέμα Καλογήρων, )

## Natur
Die Ufervegetation ist von 25 invasiven Arten (Neophyten) geprägt, die die noch nachweisbaren 13 attischen Pflanzenarten stark bedrängen. Im Bach kommen Aale vor, deren Lebensraum jedoch bedroht ist; in der Nähe der Mündung finden sich auch Großkopfmeeräschen, Rotbarben und Schleimfische.
Der Bach ist stark belastet, besonders in dem Abschnitt, wo private Grundstücke direkt an ihn heranreichen und Müll und Schutt abgeladen wird. Außerdem sind zahlreiche Haushalte nicht an die Kanalisation abgeschlossen und leiten ihr Abwasser direkt in den Bach.

## Geschichte
Bis zum Ende des 19. Jahrhunderts war der Bach kaum besiedelt. Die wenigen Dörfer in seiner Nähe waren aus türkischen Çiftliks (Landgütern) hervorgegangen. Da der Grundbesitz nach 1830 vor allem in die Hände griechischer Großgrundbesitzer überging, blieb ein großer Teil des Gebiets auch zur Zeit der Besiedlung ab den 1920er Jahren in Privatbesitz und ließ der öffentlichen Hand wenig gestaltbaren Raum. Gleichwohl spielten die Bäche der Athener Beckens zu Beginn der Besiedlung noch eine wichtige Rolle als Trinkwasserlieferanten, bevor die Infrastruktur einer modernen Wasserversorgung installiert war. In der Zeit nach dem Griechischen Bürgerkrieg wurde das Gebiet am Bach in kleinen, preiswerten Grundstücken verkauft, deren Grenzen teils unklar waren oder die die Gebiete des Baches mit einschlossen. Allein drei Brücken über den Pikrodafni-Bach sind privat gebaut und werden nicht öffentlich  instand gehalten. Durch die ‚chaotische‘, teils auch illegale Besiedlung der Gegend verdreckte der Bach zusehends. Es entstand eine Auseinandersetzung um die Gestaltung des Flusses. Viele Gewässer in Athen wurden in den 1960er Jahren verdolt, Vorstudien für ähnliche Pläne gab es auch 1963–65 für den Pikrodafni-Bach, während ein Jahr später eine Studie der Technischen Universität Berlin Möglichkeiten einer natürlichen Gestaltung des Baches aufzeigte. Mitte der 1980er Jahre wurde – ähnlich den vergleichbaren Trassen über dem Kifisos und dem Ilisos – eine Schnellstraße über dem Bach geplant. Im Zuge des zunehmenden Umweltbewusstseins wurde der Bach 1993 staatlich geschützt. Die Athener Wassergesellschaft schlug 1997 die Fassung des Flusses in einem Betonbett vor. Dies rief den entschiedenen Widerstand der Bevölkerung hervor, die sich über alle fünf Anliegergemeinden organisierte, mit Renaturierungsprogrammen  der EU vernetzte und schließlich das Aussetzen der in Ilioupoli bereits begonnenen Arbeiten erreichte. 2002 führten enorme Niederschläge im Sommer und Herbst zu einiger Zerstörung sowohl der begonnenen Regulierungsbauwerke als auch an Uferbereichen, Brücken und privaten Gebäuden, was den Streit zusätzlich anheizte. 2003 gab die Präfektur Athen eine Studie zur Renaturierung des Baches unterhalb des Vouliagmeni-Boulevards in Auftrag, die zu ersten Maßnahmen zur naturgerechten Gestaltung des Bachlaufs geführt hat.